# Jan du Preez
Pour les articles homonymes, voir Du Preez.

a Compétitions nationales et continentales officielles uniquement.

b Matchs officiels uniquement.
Jan du Preez, né le 6 octobre 1930 à Piketberg (Afrique du Sud) et mort le 19 juin 2024, est un joueur international sud-africain de rugby à XV. Il évolue aux postes d'ailier ou de centre.

## Biographie
Jan du Preez dispute son premier test match international avec l'Afrique du Sud le 14 juillet 1956 contre les All Blacks.
Il effectue sa carrière au sein de la province de la Western Province. En 1958, il joue avec une sélection provinciale contre la France en tournée.

## Palmarès
- 1 sélection
- Sélection par saison : 1 en 1956